# Rio Capivari-Mirim
O rio Capivari-Mirim é um rio brasileiro localizado no estado de São Paulo, afluente do Rio Capivari.